# Oneka Fortúnez
Oneka Fortúnez (Onneca Fortúnez; također Iñiga Fortúnez; o. 848. – nakon 890) bila je baskijska princeza, infanta Navare (Pamplona) i velika gospa Córdobe.
Njeni roditelji su bili kralj Fortún Garcés od Pamplone (katolik) i kraljica Aurija (muslimanka). U vrijeme kad je Oneka rođena, veći dio Španjolske bio je pod vlašću muslimana. Snage kršćana bile su uglavnom okupljene u Asturiji i Pamploni.
Oneka je bila član dinastije Íñiguez, koju je osnovao njen predak Íñigo Arista te je bila odgojena kao katolkinja.
Oneka se oko 862. udala za princa Abdullaha (Abdullah Kordopski), čiji je otac bio emir Muhamed I. od Córdobe. Abdullah je poslije naslijedio oca. 864. je Oneka suprugu rodila sina, princa Muhameda; još je bila tinejdžer. Njeno ime je bilo promijenjeno u Durr (arapski در = „biser“).
Moguće je da se Oneka na dvoru svog svekra preobratila na islam.
Oneka i njen muž dobili su i dvije kćerke, čija su imena:
- al-Baha’
- Fatima Mlađa

Oneka je napustila Córdobu te je otišla u Pamplonu, gdje se preudala za svog bratića u prvom koljenu, Aznara Sáncheza. Ovo su njihova djeca:
- Sančo
- Toda Aznárez
- Sanča Aznárez

## Reference
1. ↑  Fletcher, Richard (2006) [1992]. Moorish Spain. Berkeley, CA: University of California Press.
2. ↑  Stasser, Thierry (1999). Consanguinité et alliances dynastiques en Espagne au Haut Moyen Âge: La politique matrimoniale de la reine Tota de Navarre (Consanguinity and dynastic alliances in Spain during the Early Middle Ages: The matrimonial policy of Toda of Navarre). Revista Hidalguía.
3. ↑  Barrucand, Marianne; Bednorz, Achim (1999). Moorish Architecture. Architecture & Design Series. New York: Taschen. ISBN 978-3-8228-7634-3.
4. ↑  Hajji, Abd al-Rahman Ali (1970). Andalusian Diplomatic Relations with Western Europe during the Umayyad Period (A.H. 138–366 / A.D. 755–976): An Historical Survey.